# Как далеко отсюда, как близко
«Как далеко отсюда, как близко» (пол. Jak daleko stąd, jak blisko) — фильм польского режиссёра Тадеуша Конвицкого по его же сценарию, снятый в 1972 году. Главные роли в нём сыграли Анджей Лапицкий, Майя Коморовская и Густав Холоубек.

## Сюжет
Друг главного героя фильма Анджея по имени Макс совершает самоубийство, а потом его призрак приходит к Анджею. Тот пытается понять, что сподвигло его друга на трагический шаг, и начинает путешествие по глубинам прошлого.

## В ролях
- Анджей Лапицкий — Анджей.
- Майя Коморовская — Муся.
- Густав Холоубек — Макс.
- Алиция Яхевич — Йося
- Анна Дымна — незнакомка
- Здислав Маклакевич — Влодек
- Эва Кшижевская — Зося

## Оценки
Рецензенты отмечают, что главный герой фильма — альтер эго Конвицкого. В картине много отсылок к биографии режиссёра и к разным периодам послевоенной истории Польши. Кинокритик Тадеуш Любельский видит в структуре повествования много общего с еврейской традицией празднования Йом-кипура. Поскольку здесь нет чёткого сюжета и чёткого места действия, а суть показанного на экране сводится не к набору событий, а к блужданию по закоулкам человеческой памяти, встречаются оценки картины как «демонстрации творческих возможностей кинематографа».